# Пейзаж с красным облаком
Пейзаж с красным облаком (эст. Maastik punase pilvega) — картина эстонского художника Конрада Мяги. Написана в 1913—1914 годах маслом на холсте, имеет размеры 55 см в высоту и 66,3 см в ширину. Стилистически эта картина имеет некоторую близость к фовизму, под влиянием которого Мяги находился перед началом Первой мировой войны после пребывания в Париже. Это картина является важной вехой в эстонском постимпрессионизме, в ней сочетаются местные мотивы и интернациональное искусство. Пейзаж с красным облаком находится в коллекции музея Куму в Таллине.

## Описание
Картина разделена на две зоны. В верхней части изображено море тёмно-синего цвета, которое пенясь набегает на берег. Над линией горизонта красное облако, которое тянется вверх к жёлто-оранжевому небу. В передней зоне картины показана бурная растительность. Справа преобладают деревья, в центре одинокое дерево возвышается до зоны неба. На переднем плане, в частности, вплоть до левого края изображения, изображены многочисленные белые и жёлтые цветки. В левой части картины, на средней высоте, каскад растительности спускается к зоне моря. В правой половине картины преобладают тёмные тона, в то время как левая более светлая, а небо светится тёплыми тонами.
Пейзаж с красным облаком был одной из картин, которые Стивен Фартинг в 2008 году включил в свою книгу 1001 Paintings You Must See Before You Die. В 2008 году «Почта Эстонии» выпустила открытку с изображением Пейзажа с красным облаком, а 25 августа 2017 года будет выпущена марка с изображением этой картины.